# Rettiche
Die Rettiche (Raphanus; lateinisch für Rettich, griechisch ῥάφανος bzw. ῥαφανίς) bilden eine Pflanzengattung in der Familie der Kreuzblütler (Brassicaceae). Es gibt etwa drei Arten, die überwiegend im Mittelmeerraum beheimatet sind. Mit dem als Gewürz verwendeten Meerrettich (Armoracia rusticana) sind sie innerhalb der Kreuzblütler nicht näher verwandt.

## Beschreibung

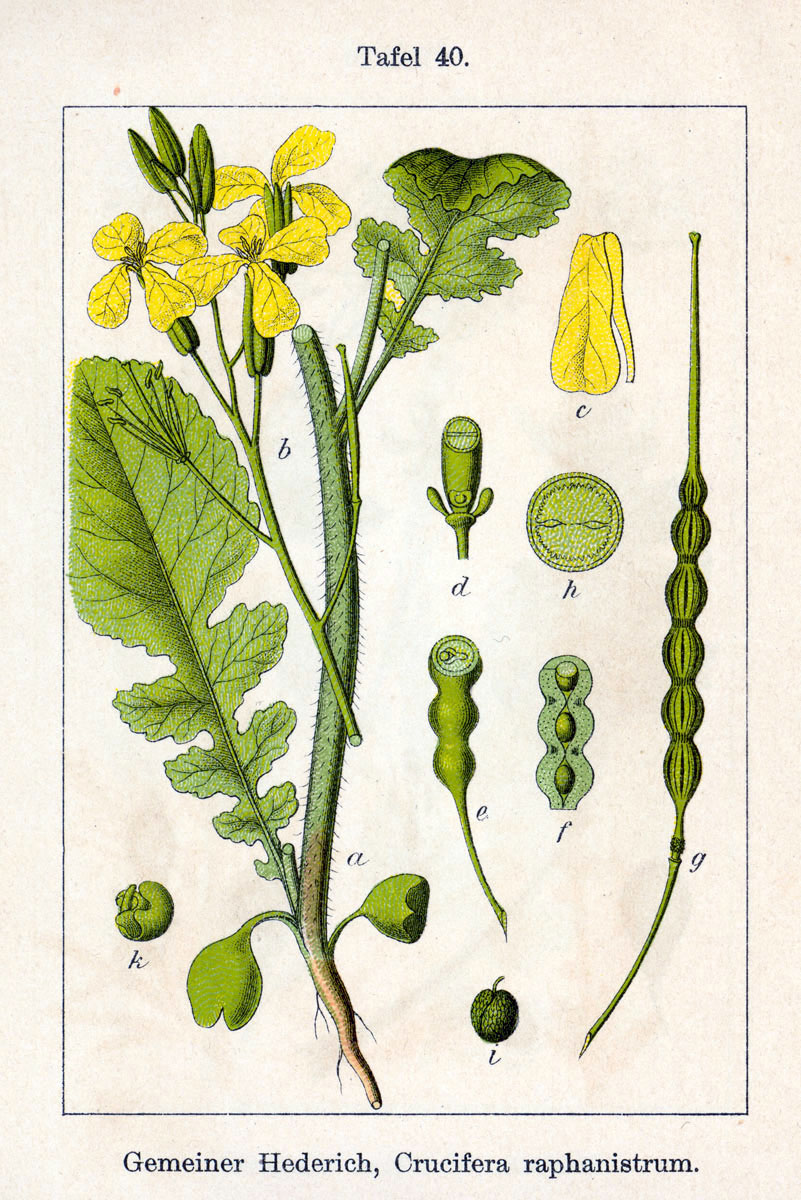
Illustration von Acker-Rettich, Hederich (Raphanus raphanistrum)

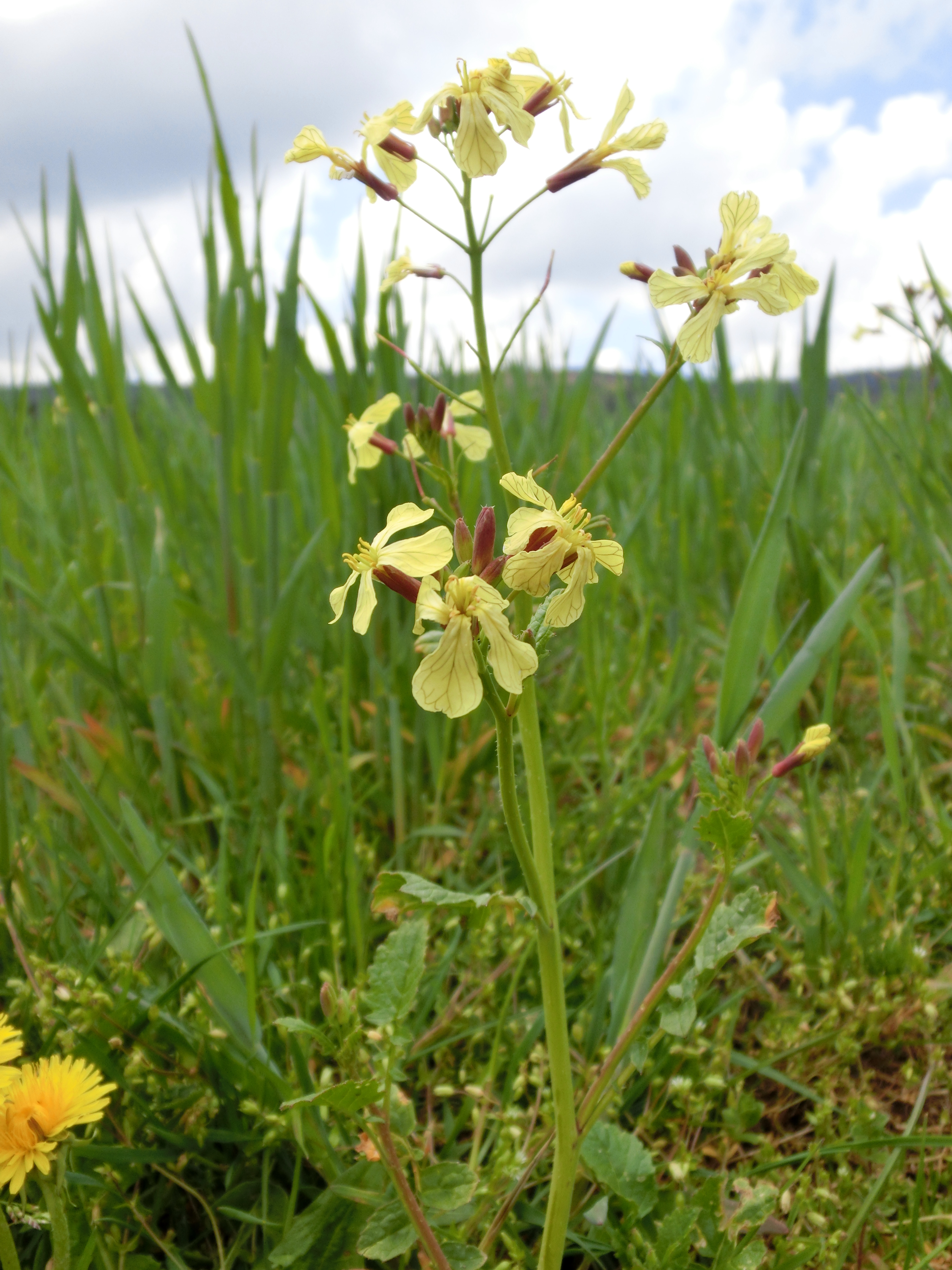
Acker-Rettich (Raphanus raphanistrum)

Rettich-Arten sind einjährige bis zweijährige krautige Pflanzen. Die Wurzeln sind dünn bis fleischig und es wird je nach Art und Kulturform eine Rübe ausgebildet, die in Größe, Form und Farbe bei den Sorten sehr unterschiedlich sein kann. Die oberirdischen Pflanzenteile sind selten kahl, meist flaumig oder borstig mit einfachen Trichomen behaart. Die aufrechten Stängel können verzweigt sein. Die wechselständig grundständig und am Stängel verteilt angeordneten Laubblätter sind lang bis sehr kurz gestielt. Die Blattspreiten sind leierförmig-gelappt bis fiederteilig. Der Blattrand ist gelappt bis gezähnt.
Die Blütenstandsachse des anfangs schirmtraubigen Blütenstandes verlängert sich bis zur Fruchtreife meist stark und wird bald traubig. Ein Blütenstand enthält mehrere Blüten. Die zwittrigen Blüten sind vierzählig. Die vier aufrechten, freien Kelchblätter sind schmal länglich, selten linealisch und das seitliche Paar besitzt undeutlich ausgebildete Säcke an ihrer Basis. Die vier freien, genagelten Kronblätter sind breit verkehrt-eiförmig bis selten fast kreisförmig sowie stumpf oder gerundet und länger als die Kelchblätter. Die Farben der Kronblätter sind weiß bis creme-weiß, gelblich oder rosafarben bis rötlich-violetten meist mit dunkleren Nerven. Es sind sechs Staubblätter vorhanden mit länglichen bis länglichen-linealischen Staubbeuteln. Es sind vier Nektardrüsen vorhanden.
Die ledrigen, meist zylindrischen, spindelförmigen, lanzettlichen oder eiförmigen, selten linealischen, länglichen oder ellipsoiden Gliederschoten besitzen mehrere einzelne Glieder, die sich bei Reife ablösen.
```
Die 
Chromosomengrundzahl
 beträgt x = 9.
```

## Vorkommen
Die ursprüngliche Verbreitung reicht bei überwiegendem Vorkommen im Mittelmeerraum vom nördlichen Afrika über Europa und Vorderasien bis nach Pakistan. Der Ackerrettich und der Garten-Rettich werden beinahe weltweit kultiviert und kommen teilweise als Neophyten sowie invasive Pflanzen vor.

## Inhaltsstoffe
Ein Rettich enthält Vitamin C, dazu liefert er etwas Eiweiß, Carotin, einige B-Vitamine, reichlich Kalium, Natrium, Magnesium, Kalzium, Phosphor, Eisen und Enzyme, vor allem aber ein schwefelhaltiges Öl, das Raphanol, sowie mehrere Senfölglykoside und Bitterstoffe, die eine antibiotische Wirkung haben, gallentreibend sind und in den Atemwegen Schleim lösen.
Allerdings empfinden manche Menschen den Geruch von Rettich als unangenehm. Außerdem kann Rettich Mundgeruch verursachen.
Die rote Variante enthält außerdem einen Farbstoff aus der Gruppe der Anthocyane, der als Lebensmittelfarbe zugelassen ist.
| Inhaltsstoffe | je 100 g        |
| ------------- | --------------- |
| Energie       | 63 kJ (15 kcal) |
| Proteine      | 1,1 g           |
| Vitamin C     | 29 mg           |
| Kohlenhydrate | 2,4 g           |
| Ballaststoffe | 2,5 g           |

## Systematik

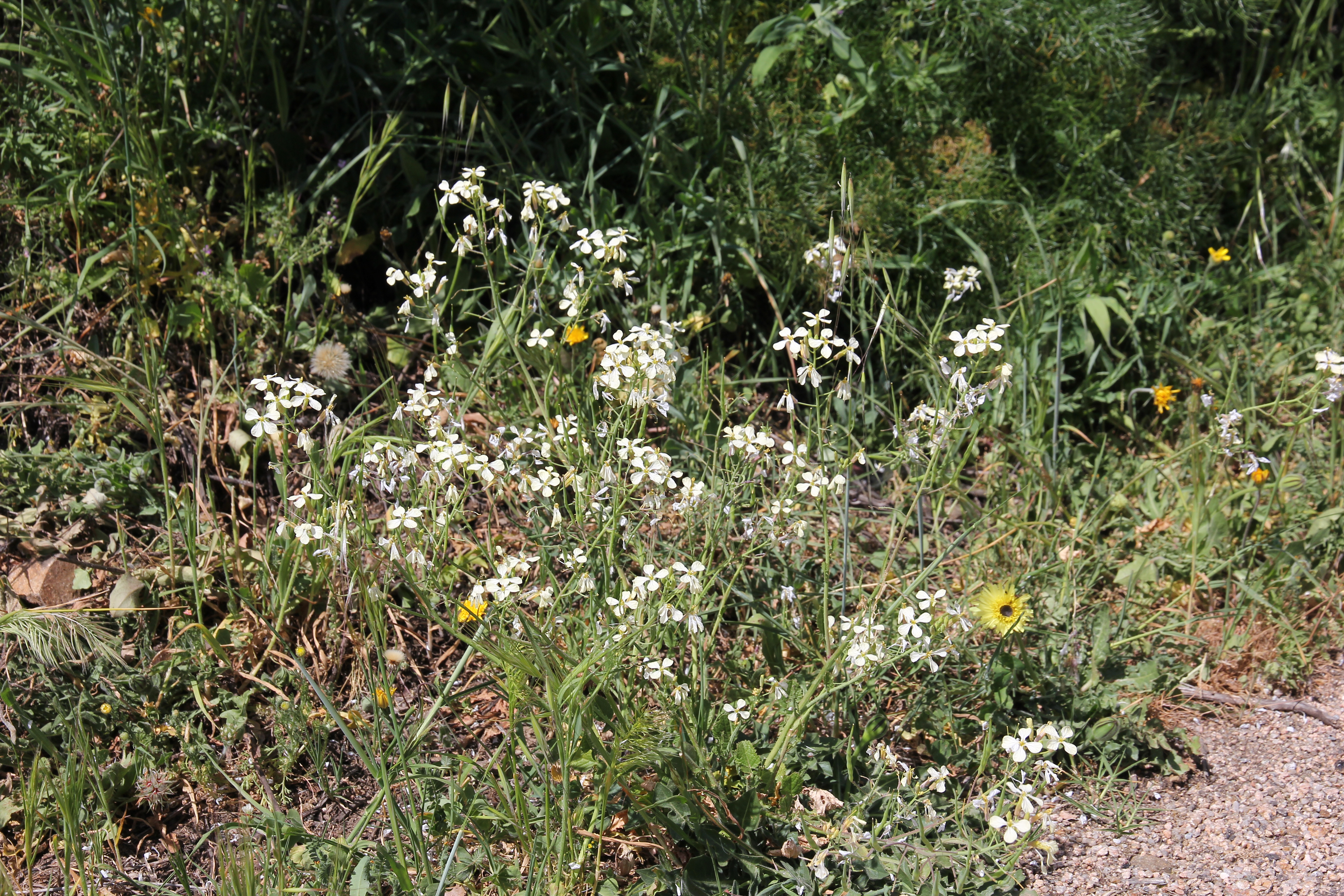
Acker-Rettich (Raphanus raphanistrum)

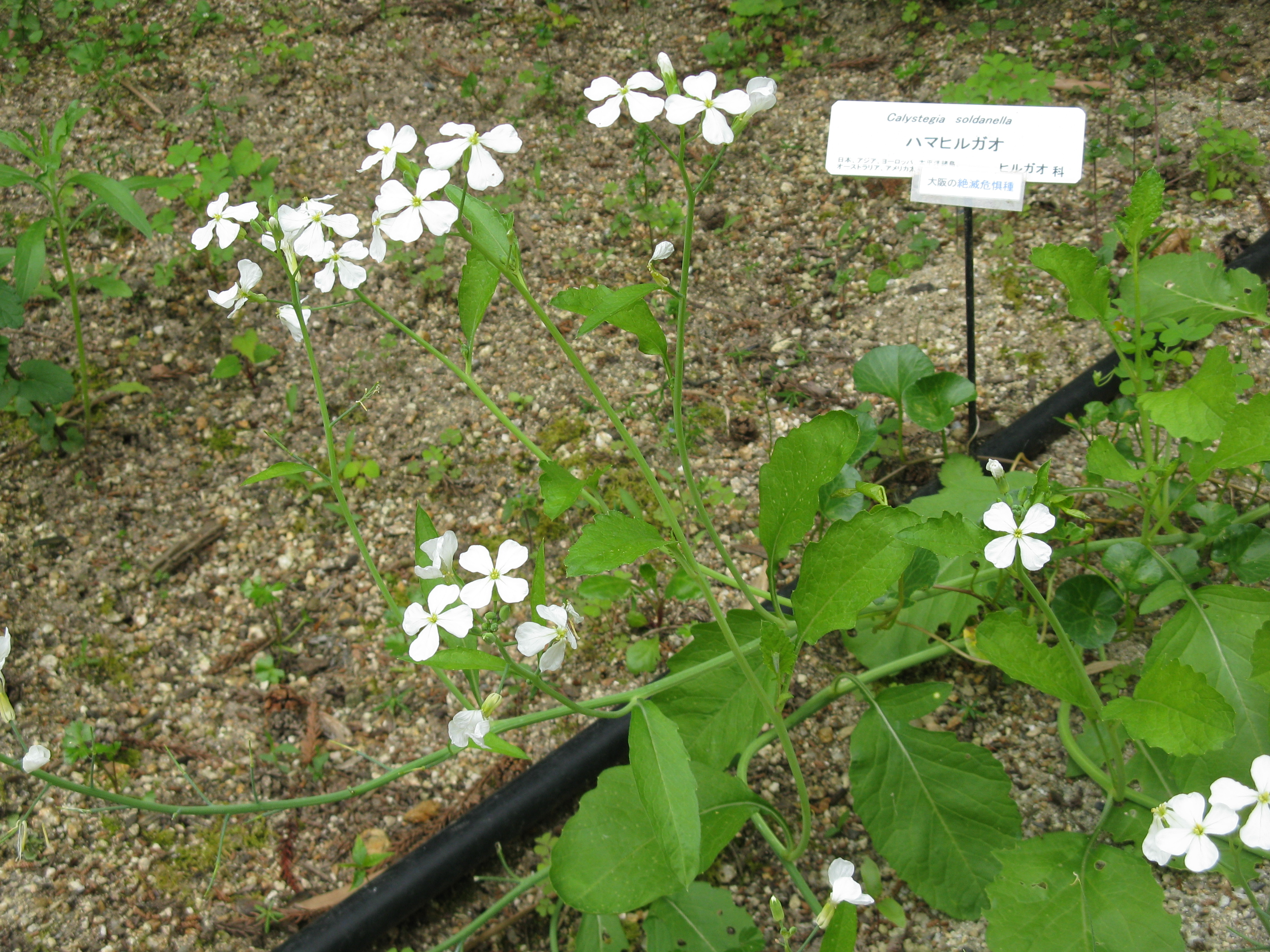
Radieschen (Raphanus sativus var. sativus)

Die Gattung Raphanus wurde 1753 durch Carl von Linné in Species Plantarum, Band 2, Seite 669 aufgestellt. Als Lectotypus wurde 1913 Raphanus sativus L. durch N.L. Britton & A. Brown in Ill. Fl. N.U.S., ed. 2, Band 2, Seite 194 festgelegt. Synonyme für Raphanus L. ist Quidproquo Greuter & Burdet und Raphanistrum Mill. Die Gattung Raphanus gehört zur Tribus Brassiceae in der Familie Brassicaceae.
Es gibt etwa drei Raphanus-Arten:
- Raphanus confusus (Greuter & Burdet) Al-Shehbaz & Warwick: Sie kommt in Syrien, im Libanon, Israel, Irak und Iran vor.[4]
- Acker-Rettich, Hederich (Raphanus raphanistrum L.): Mit den Unterarten:
  - Strand-Rettich (Raphanus raphanistrum subsp. landra (Moretti ex DC.) Bonnier & Layens) (Syn.: Raphanus landra Moretti ex DC., Raphanus maritimus Sm., Raphanus raphanistrum subsp. maritimus (Sm.) Thell.): Sie kommt in Nordafrika, auf den Kanaren, in Südeuropa, in Europa nördlich bis Großbritannien und östlich bis zur Krim vor. Auf den Azoren ist sie ein Neophyt.[4]
  - Raphanus raphanistrum subsp. raphanistrum (Raphanus raphanistrum subsp. segetum Clavaud), (Syn. Raphanus microcarpus Lange, Raphanus raphanistrum subsp. microcarpus (Lange) Thell.): Sie kommt in Nordafrika, in Makaronesien, in Europa nördlich bis Dänemark, in Westasien und im Kaukasusraum vor und ist auf den Azoren, in Großbritannien, Irland, Norwegen, Schweden und Finnland ein Neophyt.[4]
  - Schnabel-Rettich (Raphanus raphanistrum subsp. rostratus (DC.) Thell., Syn.: Raphanus rostratus DC.): Er kommt in Griechenland, in Syrien, im Libanon, in Israel und in Jordanien vor.[4]
- Garten-Rettich (Raphanus sativus L.): Mit den Varietäten:
  - Rattenschwanz-Rettich (Raphanus sativus var. mougri H.W.J.Helm, Syn.: Raphanus caudatus L.f., Raphanus sativus var. caudatus (L.f.) H.Vilm., auch Raphanus sativus „Rat-Tailed Radish“-Gruppe genannt)
  - Ölrettich (Raphanus sativus var. oleiformis Pers., Syn.: Raphanus sativus var. oleiferus Stokes)
  - Radies bzw. Radieschen (Raphanus sativus var. sativus, Syn.: Raphanus sativus var. niger J.Kern., Raphanus sativus var. raphanistroides (Makino) Makino, auch Raphanus sativus „Small or Oriental Radish“-Gruppe genannt)
  - Schwarzer Winter-Rettich, Daikon sind keine eigene Varietät mehr; Syn.: Raphanus sativus var. macropodus Makino
  - Weißer Bier-Rettich, ist keine eigene Varietät mehr; Syn.: Raphanus sativus var. albus DC.

## Weiterführende Literatur
- Kurt Wein: Die Geschichte des Rettichs und des Radieschens. In: Die Kulturpflanze. 12/1964, Akademie-Verlag, Berlin 1964, S. 33–74.
- Gustav Hegi: Illustrierte Flora von Mitteleuropa. Band IV/1, Parey, Berlin/Hamburg 1986, ISBN 3-489-80021-4.

## Bilder

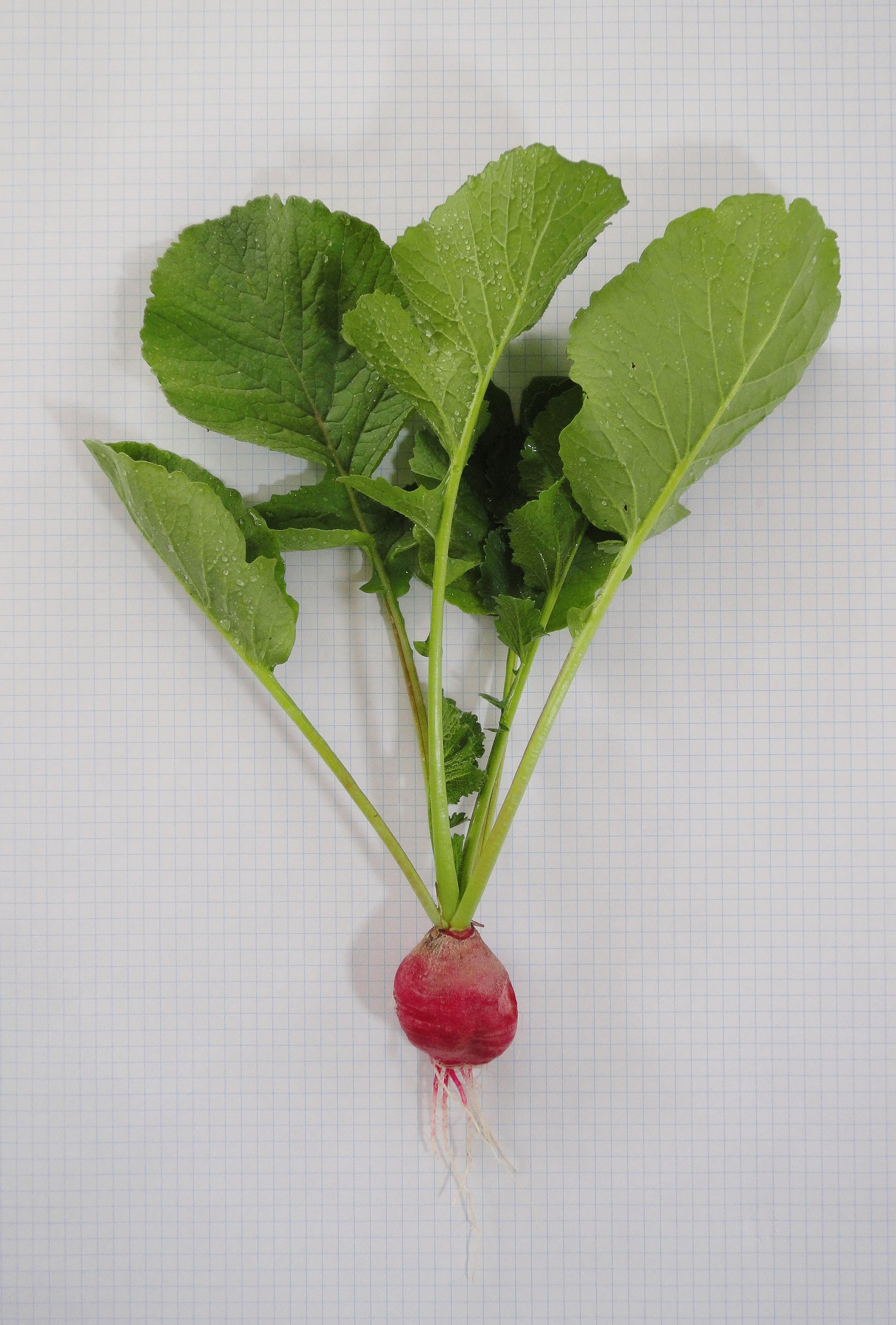
Radieschen (Raphanus sativus var. sativus)
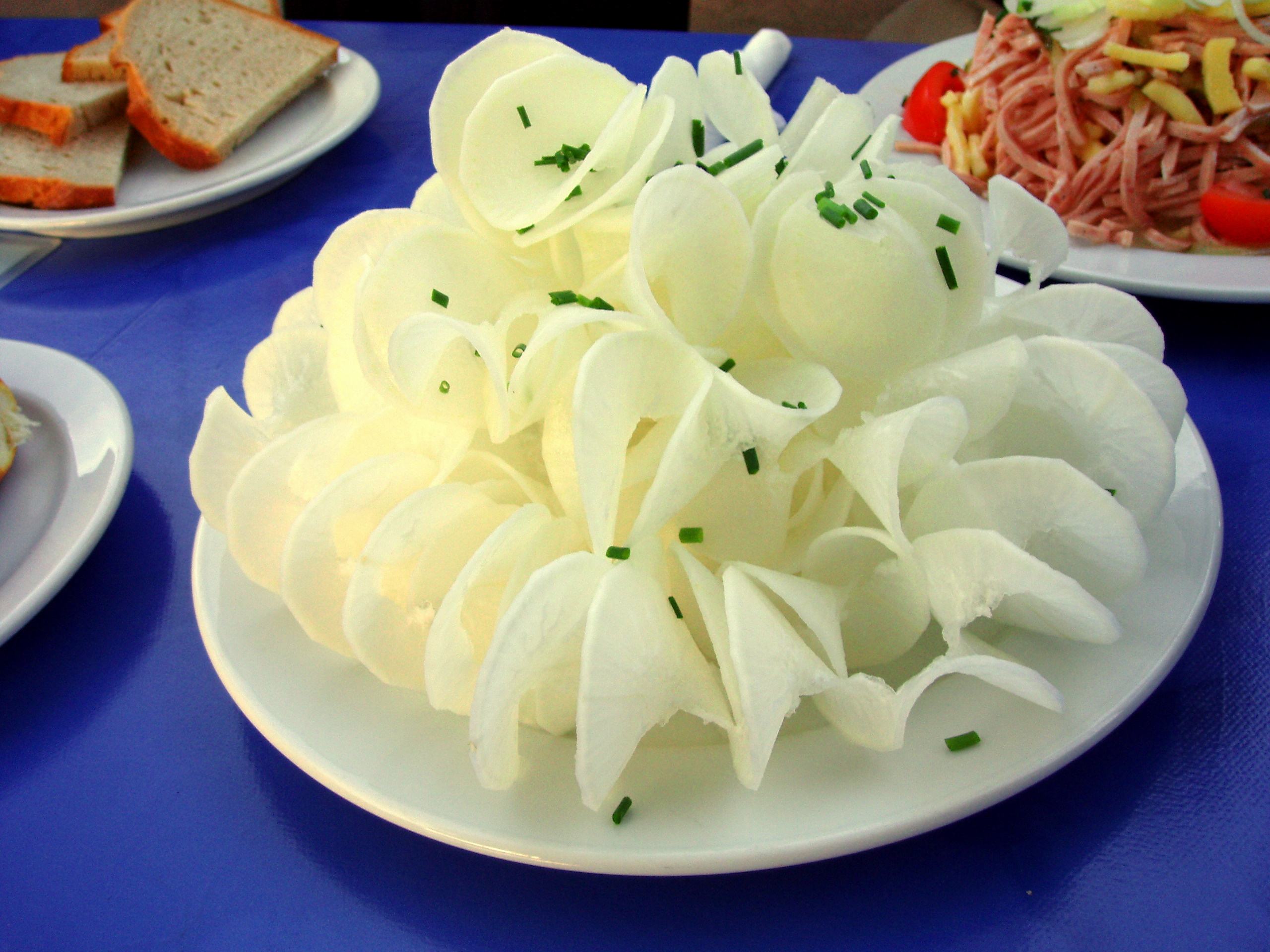
Verzehrfertig servierter Weißer Bier-Rettich
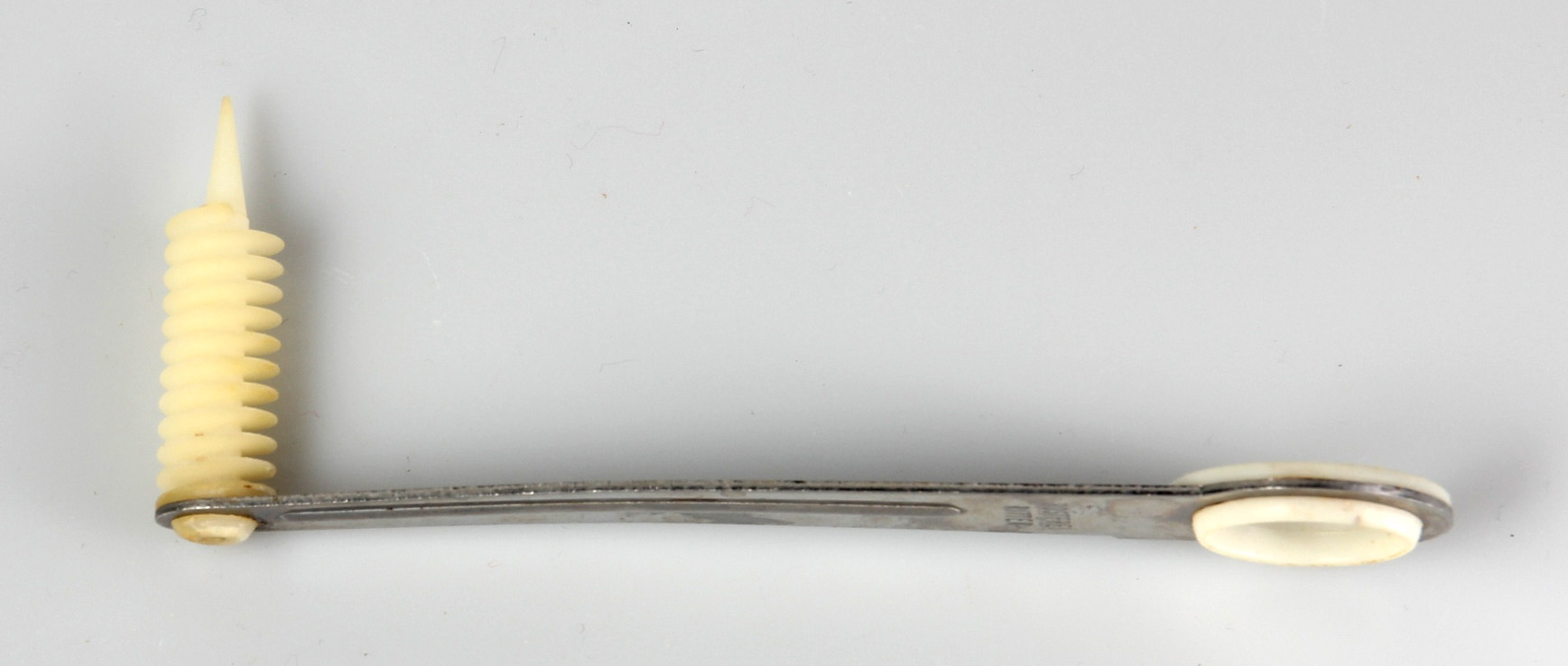
Rettichschneider, mit dem sich die nebenan abgebildeten Spiralen schneiden lassen
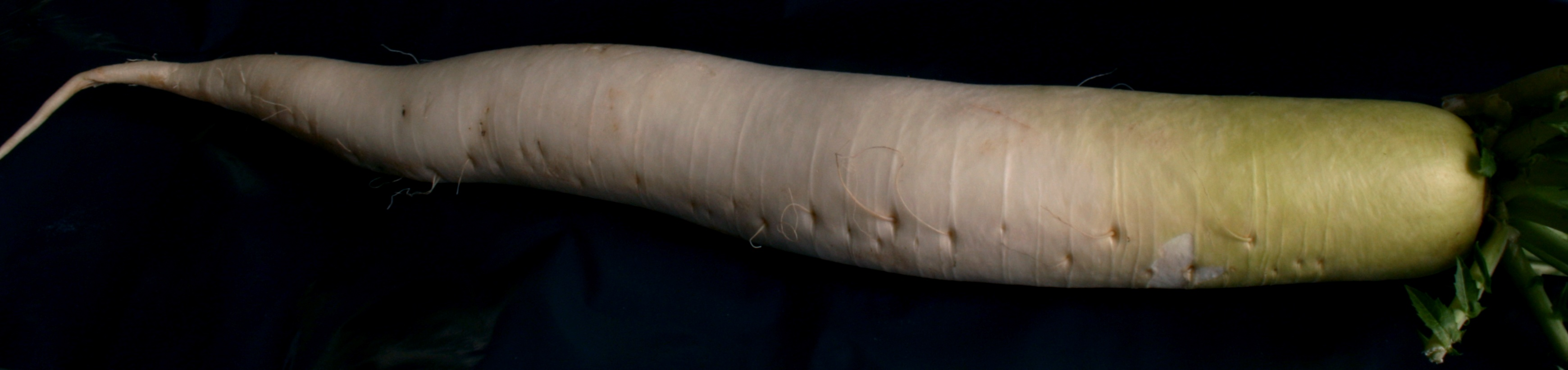
Geernteter Weißer Bier-Rettich